# El Kala Nationalpark
El Kala Nationalpark og Biosfærereservat (arabisk: محمية القالة الوطنية) er en af Algeriets nationalparker i den nordøstligste del af landet. Den er hjemsted for flere søer og et unikt økosystem i Middelhavsområdet. Flere dele af parken er blevet udpeget som beskyttede Ramsar-områder.

## Historie
El Kala Nationalpark og Biosfærereservat blev oprettet ved dekret nr. 83-462 af 23. juli 1983 og anerkendt som et biosfærereservat af UNESCO den 17. december 1990.
Fra 1994 til 1999 finansierede Verdensbanken et projekt til udvikling af en model for forvaltning af naturressourcer for parken.

## Geografi
Parkens højeste bakke er djebel El-Ghorra på 1.202 moh. Gennemsnitstemperaturen går fra 9 °C til 30 °C. Parken har 50 km kyst ud mod Middelhavet.
Parken har 6 søer:
- Oubeira-søen (2.200 ha)
- Tonga-søen (2.600 ha)
- Mellah-søen (860 ha),  den eneste lagune i Algeriet, der har forbindelse med havet
- Marais af Bourdim (11 ha)
- Den blå sø (3 ha)
- Den sorte sø (6 ha)

## Ramsarområder
- Réserve Intégrale du Lac Oubeïra [1]
- Réserve Intégrale du Lac Tonga [2]
- Tourbière du Lac Noir [3]
- Réserve Intégrale du Lac El Mellah [4]
- Marais de Bourdim [5]

## Biosfære
El Kala Nationalpark og Biosfærereservat er hjemsted for 40 arter af pattedyr, 25 rovfuglearter, 64 ferskvandsfuglearter og 9 marine fuglearter.  Berberhjorten er udbredt i parken.
En undersøgelse mellem 1996 og 2010 listede 1.590 forskellige typer plantearter  og 718 dyrearter i parken. De vigtigste træarter er korkeg (dominerende), zeen-eg, kermeseg, aleppofyr, den rødel, piletræer, den sølvpoppel. Andre træarter i parken omfatter eukalyptus, akacier, strandfyr og almindelig sumpcypres. 175 arter af svampe blev opført på listen.
Parken er truet af oprettelsen af en motorvej, som ville true de sjældne dyr og planter i parken. Det er blevet foreslået, at motorvejen skal undgå denne region og gå længere sydpå.

## Galleri
- Regnbue i parken
- Vandresti over en af søene
- Den blå sø
- Tongasøen
- Bronzeibis i parken
- Stor flamingo i parken
- Cytinus hypocistis  i parken
- Gladiolus communis  i parken
- Crataegus laevigata i parken

## Befolkning og turisme
Der bor 87.000 mennesker i El Kala Nationalpark og Biosfærereservat.
Parken havde 30.000 besøgende i 2001.